# 川口朋保
川口 朋保（かわぐち ともやす、1971年9月14日 - ）は、日本の元野球選手（内野手）、野球指導者である。

## 経歴
和歌山県和歌山市出身。和歌山県立桐蔭高等学校から明治大学に進学。3年春にベンチ入りを果たすも同期に鳥越裕介らがいてレギュラー獲得には至らず、代打要員での出場が主であった。他の同期に柳沢裕一、1学年上に古沢淳、2学年下に野村克則がいた。1994年に三菱自動車工業に入社し、三菱自動車岡崎でプレーした。同僚に谷佳知、岩下修一がいた。
2000年10月、監督の堀井哲也よりマネジャー就任の打診を受けたことから現役を引退。また2002年より2年間コーチを務めた。
2004年、三菱自動車工業によるリコール隠し事件の影響で、野球部がシーズン途中に活動を停止。監督の堀井や全選手の3分の2が移籍や引退を決めた。存続が危ぶまれたものの、翌年に活動を再開し、川口が監督に就任。同年の都市対抗野球大会への出場を果たすなど、2009年に監督を退任するまでの5年間で4回の都市対抗大会出場に導いた。
2023年10月、石井章夫の後任として社会人野球日本代表監督に就任した。任期は2026年のアジア競技大会まで。2023年の第30回アジア野球選手権大会では、6戦全勝で2大会ぶりの優勝を果たした。2024年は、第5回WBSC U-23ワールドカップで社会人所属の選手からの選抜となったU-23代表を率いて連覇を達成した。